# Перино, Дана
Дана Мэри Перино (англ. Dana Marie Perino; род. 9 мая 1972 года, Эванстон, штат Вайоминг, США) — политический комментатор Fox News, пресс-секретарь Белого дома с 14 сентября 2007 года по 20 января 2009, вторая женщина-пресс-секретарь в истории Белого дома.

## Ранние годы и начало карьеры
Дана Перино родилась 9 мая 1972 года в Эванстоне, штат Вайоминг, в семье с итальянскими корнями. Выросла в Денвере, училась в Ponderosa High School в пригороде Денвера. В 1994 году получила степень бакалавра в массовых коммуникациях в Университете Колорадо в Пуэбло. В качестве дополнительных предметов изучала политологию и испанский язык. Во время обучения активно участвовала в деятельности местной вещательной компании. Затем поступила в Университет Иллинойса в Спрингфилде, где получила степень магистра в связях с общественностью.
После окончания учёбы работала в Вашингтоне ассистентом Скотта Макинниса, представителя Республиканской партии от Колорадо. Затем на протяжении четырёх лет была пресс-секретарем Дэниэла Шэфера, после выхода которого в 1998 году на пенсию Перино с мужем-англичанином уехала в Великобританию. Однако через год они вернулись в США и поселились на три года в Сан-Диего, где Дана Перино работала в сфере высоких технологий.
В 2001 году она вернулась в Вашингтон и заняла пост представителя министерства юстиции. В 2003 году стала помощником главы Совета по качеству окружающей среды в Белом доме.

## В администрации Буша
С 2005 года по 2007 работала заместителем пресс-секретаря Белого дома. С 27 марта по 30 апреля 2007 года исполняла обязанности пресс-секретаря, когда пресс-секретарь Тони Сноу находился на лечении. 31 августа Джордж Буш объявил, что Тони Сноу не может больше исполнять свои обязанности в связи с болезнью, и его должность займет Дана Перино. Вдобавок к этому, Перино заняла пост помощника президента. Она исполняла свои обязанности вплоть до января 2009 года, когда президентом США стал Барак Обама. За месяц до этого случайно пострадала в инциденте с ботинками на президентской пресс-конференции.

## Личная жизнь
В настоящее время Дана Перино работает политическим комментатором на одном из крупнейших американских каналов Fox News. Замужем за британским бизнесменом Питером Макмаоном, который занимается продажей медицинских продуктов.